# Miles X Minor
Die Miles M.30 X-Minor war ein Experimentalflugzeug des britischen Herstellers Miles Aircraft.

## Entwicklung und Konstruktion
Im Jahr 1938 begann Miles Aircraft mit der Entwicklung der M.26 als ersten Typ einer Reihe von Experimentalflugzeugen – der sogenannten X-Serie. Die Serie deckte eine weite Palette von Entwürfen von kleinen Zubringerflugzeugen bis hin zu achtmotorigen Frachtflugzeugen für den Transatlantikverkehr ab.
Zur Erforschung der Entwurfsphilosophie des Blended Wing Body wurde Miles beauftragt, ein verkleinertes, flugfähiges Modell des X.9-Entwurfs zu entwickeln. Im Zuge dieses Auftrags entstand die M.30 X-Minor. Aufgrund der geringen Größe war es nicht möglich, das Konzept der versenkten Triebwerke vollständig umzusetzen. Die Triebwerke waren zu groß und mussten unter den Tragflächen angebracht werden. Dies führte zu einer veränderten Aerodynamik gegenüber dem Blended-Wing-Body-Konzept. Die X Minor absolvierte ihren Erstflug im Februar 1942 und lieferte Miles wertvolle Daten für mehrere Jahre. Ein größerer Prototyp wurde zwar geplant, jedoch nie verwirklicht.

## Technische Daten
| Kenngröße       | Daten                                           |
| --------------- | ----------------------------------------------- |
| Besatzung       | 2                                               |
| Länge           | 26,25 ft (8 m)                                  |
| Spannweite      | 33 ft (10,06 m)                                 |
| Höhe            | 9 ft (2,74 m)                                   |
| Flügelfläche    | 200 ft² (18,6 m²)                               |
| Flügelstreckung | 5,4                                             |
| Leermasse       | 2.710 lb (1.229 kg)                             |
| max. Startmasse | 4.240 lb (1.923 kg)                             |
| Triebwerke      | 2 × de Havilland Gipsy Major mit 130 PS (96 kW) |